# Quatuor Arcana
Pour les articles homonymes, voir Arcana.
Le Quatuor Arcana est un quatuor à cordes français créé en 1973 par quatre étudiants du Conservatoire de Paris. Lauréat de la Fondation Yehudi Menuhin, il obtient un prix au Concours international Carlos Jachino à Rome. Privilégiant le répertoire contemporain et la musique française, il participe à l'enregistrement  des quatuors de Darius Milhaud.

## Membres

### Premier violon
- Dominique Barbier (1975-)

### Deuxième violon
- Hubert Chachereau (1975-)

### Alto
- Serge Soufflard (1975-)

### Violoncelle
- Willie Guillaume (1975-1982)
- Michel Poulet (1982-1986)
- François Holl (1986-1990)
- Paul Boufil (1990-2001)
- Catherine de Vençay (2003-)